# Atlantic Popes

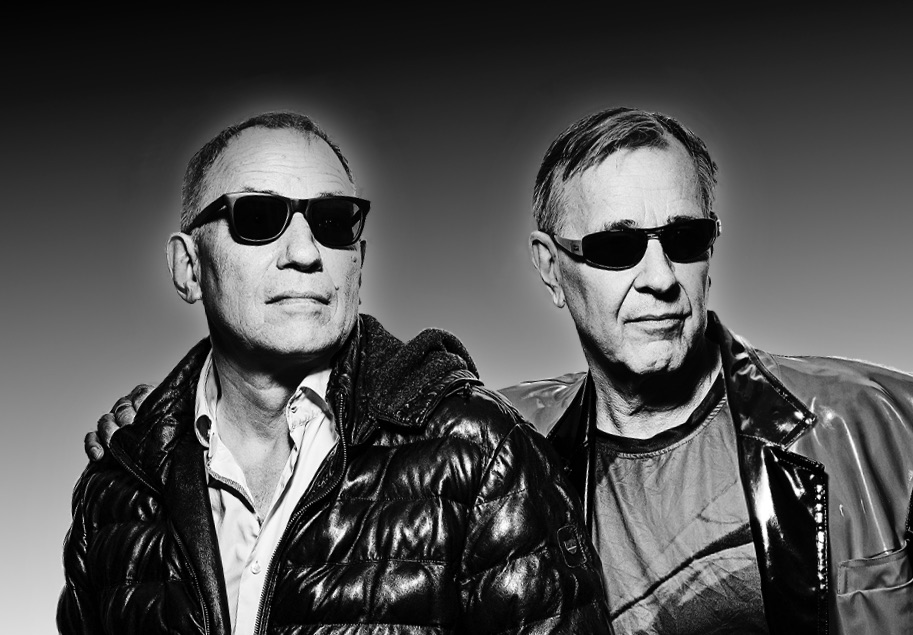
Bandfoto Atlantic Popes, Bernhard Lloyd und Max Holler

## Origins
1989

## Discography

### First Album: "Atlantic Popes" (2001)
• "World"
• "Ice"
• "Games"
• "Dogs"
• "Land"
• "Talk talk"
• "Living"
• "Skin"
• "Freedom"
• "Flying"
• "That's all"
• "Love" (french version)
• "Ice" (french version)

## Singles
• "Tres" (05/2020)
• "Hold On" (05/2020)
• "Morningson" (07/2020)
• "Tres" (Rhauder's Enclaved Acid Mix) (07/2020)
• "Bars of Sevilla" (11/2020)
• "Man in the Moon" (02/2021)
• "Clouds and Years" (05/2021)
• "Tres" (Pascale Voltaire's Remix) (09/2021)
• "Wide Eyed" (03/2022)